# Iepurele și broasca țestoasă
Iepurele și broasca țestoasă este un film românesc din 1971 regizat de Victor Antonescu.